# Bernd Kasper
Bernd Kasper (ur. 18 września 1953 w Dreźnie, zm. 10 listopada 1994 k. Klingenberga) – wschodnioniemiecki kierowca wyścigowy.

## Biografia
Karierę w mistrzostwach NRD rozpoczął w 1977 roku, ścigając się w LK II (drugiej klasie). Zajął wówczas trzecie miejsce w klasyfikacji i awansował do LK I. W 1978 roku zajął piąte miejsce. Również w 1978 roku zadebiutował w Pucharze Pokoju i Przyjaźni. W sezonie 1979 był trzeci w mistrzostwach NRD, za Heinerem Lindnerem i Ullim Melkusem. W latach 1981–1982 ponownie zajął trzecie miejsce. W 1982 roku odniósł pierwsze zwycięstwo w Pucharze Pokoju i Przyjaźni, wygrywając rundę w Schleizu. W latach 1983–1985 był wicemistrzem NRD. Rok 1986 zakończył na drugim miejscu w Pucharze Pokoju i Przyjaźni. W latach 1986–1988 zdobył tytuł mistrza NRD w klasyfikacji Formuły Easter. W roku 1989 został mistrzem NRD w klasie E do 1600 cm³.
Zmarł w wypadku samochodowym, kiedy to wjechał swoim BMW w drzewo na drodze między Grillenburgiem a Klingenbergiem.
Był żonaty z Carmen, miał syna Franka. 

## Wyniki w Pucharze Pokoju i Przyjaźni
| Legenda oznaczeń w tabelach wyników Wyświetl szablon na nowej stronie | Legenda oznaczeń w tabelach wyników Wyświetl szablon na nowej stronie                                                                     |
| Oznaczenie                                                            | Wyjaśnienie |
| --------------------------------------------------------------------- | --- |
| Złoty                                                                 | Zwycięzca lub mistrzostwo |
| Srebrny                                                               | 2. miejsce lub wicemistrzostwo |
| Brązowy                                                               | 3. miejsce lub II wicemistrzostwo |
| Zielony                                                               | Ukończył, punktował (w klasyfikacji generalnej, gdy zdobył co najmniej jeden punkt na przestrzeni sezonu, poza trzema powyższymi opcjami) |
| Niebieski                                                             | Ukończył, nie punktował (w klasyfikacji generalnej, gdy nie zdobył co najmniej jednego punktu na przestrzeni sezonu)                      |
| Czerwony                                                              | Nie zakwalifikował się (NZ) |
| Czerwony                                                              | Nie prekwalifikował się (NPK) |
| Różowy                                                                | Nie ukończył (NU) |
| Różowy                                                                | Niesklasyfikowany (NS) (w klasyfikacji generalnej, gdy nie został sklasyfikowany w żadnym wyścigu sezonu)                                 |
| Czarny                                                                | Zdyskwalifikowany (DK) |
| Czarny                                                                | Wykluczony (WYK/EX) |
| Biały                                                                 | Nie wystartował (NW) |
| Biały                                                                 | Kontuzjowany (K/INJ) |
| Biały                                                                 | Wyścig odwołany (OD/C) |
| Bez koloru                                                            | Został wycofany (WYC/WD) |
| Bez koloru                                                            | Nie przybył (NP/DNA) |
| Bez koloru                                                            | Nie brał udziału w treningach (NT/DNP) |
| Bez koloru                                                            | Nie został zgłoszony (–) |
| Pogrubienie                                                           | Start z pole position |
| Kursywa                                                               | Najszybsze okrążenie wyścigu |
| †                                                                     | Nie ukończył, ale jego rezultat został zaliczony ze względu na przejechanie więcej niż 90% dystansu wyścigu.                              |
| *                                                                     | Sezon w trakcie |
| 1/2/3                                                                 | Punktowana pozycja w sprincie kwalifikacyjnym                                                                                             |
| Lista systemów punktacji Formuły 1                                    | |

| Rok  | Samochód | Silnik | Wyniki w poszczególnych eliminacjach | Wyniki w poszczególnych eliminacjach | Wyniki w poszczególnych eliminacjach | Wyniki w poszczególnych eliminacjach | Wyniki w poszczególnych eliminacjach | Wyniki w poszczególnych eliminacjach | Wyniki w poszczególnych eliminacjach | Pkt. | Msc. |
| ---- | -------- | ------ | ------------------------------------ | ------------------------------------ | ------------------------------------ | ------------------------------------ | ------------------------------------ | ------------------------------------ | ------------------------------------ | ---- | ---- |
| 1978 |          |        |                                      |                                      | Czechosłowacja                       |                                      |                                      |                                      |                                      | 58   | 28   |
| 1978 | MT 77    | Łada   | -                                    | 11                                   | -                                    | 21                                   | -                                    |                                      |                                      | 58   | 28   |
| 1979 |          |        |                                      |                                      | Czechosłowacja                       |                                      |                                      |                                      |                                      | 39   | 19   |
| 1979 | MT 77    | Łada   | NU                                   | 6                                    | -                                    | NU                                   | -                                    |                                      |                                      | 39   | 19   |
| 1980 |          |        |                                      |                                      | Czechosłowacja                       | Polska                               |                                      |                                      |                                      | 78   | 15   |
| 1980 | MT 77    | Łada   | -                                    | 7                                    | -                                    | 5                                    | -                                    |                                      |                                      | 78   | 15   |
| 1981 |          |        | Czechosłowacja                       | Polska                               |                                      |                                      |                                      |                                      |                                      | 120  | 6    |
| 1981 | MT 77    | Łada   | 4                                    | -                                    | 4                                    | NU                                   | 7                                    |                                      |                                      | 120  | 6    |
| 1982 |          |        | Polska                               |                                      |                                      | Czechosłowacja                       |                                      |                                      |                                      | 163  | 6    |
| 1982 | MT 77    | Łada   | 5                                    | -                                    | 1                                    | 6                                    | 11                                   |                                      |                                      | 163  | 6    |
| 1983 |          |        |                                      | Czechosłowacja                       |                                      | Polska                               |                                      |                                      |                                      | 170  | 5    |
| 1983 | MT 77    | Łada   | 2                                    | 8                                    | -                                    | 4                                    | 2                                    |                                      |                                      | 170  | 5    |
| 1984 |          |        | Czechosłowacja                       | Polska                               |                                      |                                      |                                      |                                      |                                      | 185  | 5    |
| 1984 | MT 77    | Łada   | 10                                   | 8                                    | NU                                   | 8                                    | 10                                   | 4                                    |                                      | 185  | 5    |
| 1985 |          |        | Czechosłowacja                       | Polska                               |                                      |                                      |                                      |                                      |                                      | 163  | 4    |
| 1985 | MT 77    | Łada   | 5                                    | 2                                    | NU                                   | 2                                    | 14                                   |                                      |                                      | 163  | 4    |
| 1986 |          |        | Polska                               | Czechosłowacja                       |                                      |                                      |                                      |                                      |                                      | 258  | 2    |
| 1986 | MT 77    | Łada   | 3                                    | 3                                    | 2                                    | 6                                    | 1                                    | 9                                    | 8                                    | 258  | 2    |
| 1987 |          |        | Polska                               |                                      |                                      |                                      |                                      |                                      |                                      | 132  | 4    |
| 1987 | MT 77    | Łada   | 5                                    | 4                                    | 1                                    | 4                                    |                                      |                                      |                                      | 132  | 4    |
| 1988 |          |        | Czechosłowacja                       |                                      |                                      |                                      |                                      |                                      |                                      | ?    | 5    |
| 1988 | MT 77    | Łada   | 9                                    | 6                                    | -                                    | 2                                    |                                      |                                      |                                      | ?    | 5    |
| 1989 |          |        | Polska                               |                                      |                                      |                                      |                                      |                                      |                                      | 39   | 19   |
| 1989 | MT 77    | Łada   | -                                    | 6                                    | -                                    | -                                    |                                      |                                      |                                      | 39   | 19   |